# Tony T
Tony T, pseudonimo di Neal Antone Dyer (Londra, 7 marzo 1971), è un disc jockey e cantante britannico di origine giamaicana.
Fa parte del progetto R.I.O. di musica house (electro/Funky) tedesco nato nel 2007 dalla collaborazione dei due disc jockey, Manuel "Manian" Reuter e Yann Pfeiffer come cantante.

## Singoli
- R.I.O. (2007)
- De Janeiro (2007)
- Shine On (2008)
- When the Sun Comes Down (2008)
- After the Love (2009)
- Serenade (2009)
- Way to Rio (2012)
- Beautiful Life (ft. Sasha Lopez & Big Ali) (2013) [2]